# Adolf Radoha
Adolf Radoha, slovenski krvodajalec, * 1942, † 2018.

## Odlikovanja in nagrade
Leta 2001 je prejel častni znak svobode Republike Slovenije z naslednjo utemeljitvijo: »za nesebično in dolgoletno pomoč soljudem v stiski«.